# Hume Cronyn
Hume Blake Cronyn Jr. (ur. 18 lipca 1911 w Londonie, zm. 15 czerwca 2003 w Fairfield) – kanadyjsko-amerykański aktor teatralny i filmowy pochodzenia angielskiego, nominowany do Oscara za drugoplanową rolę w filmie Siódmy krzyż (1944).

## Życiorys
Urodził się w Londonie w Kanadzie jako syn Frances Amelii (z domu Labatt) i Hume’a Blake’a Cronyna Sr., polityka i prawnika, finansisty Izby Gmin Kanady. W latach 1917–1921 uczęszczał do Elmwood School w Ottawie. Naukę kontynuował na wydziale prawa w Ridley College w St. Catharines. Był amatorskim bokserem o wadze piórkowej, nominowanym do drużyny olimpijskiej w 1932 w Kanadzie.
Wkrótce podjął studia na wydziale dramatu na Uniwersytecie McGilla w Montrealu, gdzie został członkiem The Kappa Alpha Society, a następnie kontynuował studia aktorskie pod kierunkiem Maxa Reinhardta i American Academy of Dramatic Arts. W 1934 dołączył do grupy teatralnej The Lambs i zadebiutował na Broadwayu jako dozorca w spektaklu Hipper's Holiday. Szybko stał się znany ze swojej wszechstronności, grając wiele różnych ról na scenie. W 1986 zdobył nagrodę specjalną Drama Desk. W 1990 otrzymał National Medal of Arts.
Po raz pierwszy wystąpił w hollywoodzkim filmie jako Herbie Hawkins w dreszczowcu Alfreda Hitchcocka Cień wątpliwości (Shadow of a Doubt, 1943). Potem zagrał w kolejnych filmach Hitchcocka: dramacie wojennym Łódź ratunkowa (1944) z Tallulah Bankhead, dreszczowcu Sznur (1948) u boku Jamesa Stewarta i melodramacie Pod znakiem Koziorożca (Under Capricorn, 1949) z Ingrid Bergman. Był nominowany do Oscara dla najlepszego aktora drugoplanowego za rolę Paula Roedera w dramacie wojennym Freda Zinnemanna Siódmy krzyż (1944). Kreacja Poloniusza w tragedii szekspirowskiej Hamlet (1964) z Richardem Burtonem przyniosła mu Tony Award. W 1990 został uhonorowany nagrodą Emmy za rolę Johna Coopera w dramacie telewizyjnym HBO Age-Old Friends (1989).
Jego drugą żoną była aktorka Jessica Tandy, z którą wystąpił wspólnie w kilkunastu filmach. Byli małżeństwem przez 52 lata i uchodzili za jedną z najszczęśliwszych par w aktorskim środowisku. Mieli dwoje dzieci. Jessica zmarła w 1994. Hume ożenił się ponownie w lipcu 1996. Jego trzecią żoną została brytyjska pisarka Susan Cooper. Pozostali małżeństwem do śmierci aktora w 2003.
Zmarł 15 czerwca 2003 w wieku 91 lat w Fairfield w Connecticut na raka prostaty.

## Filmografia

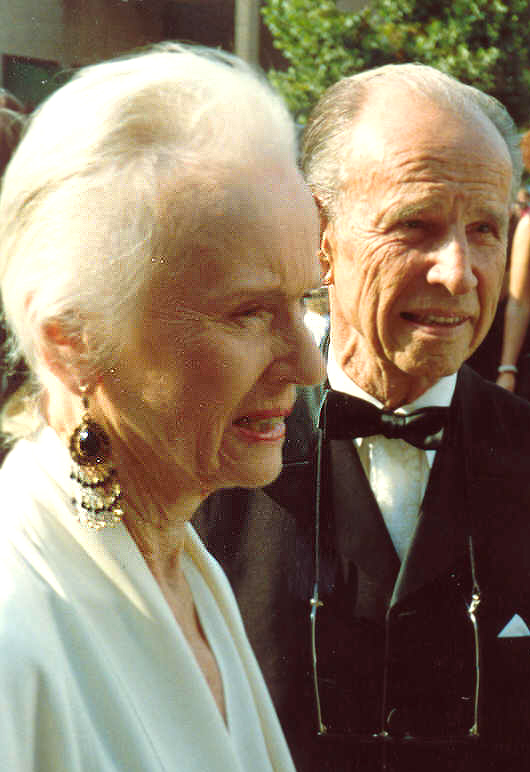
Hume Cronyn z żoną Jessicą Tandy (1988)

- Krzyż Lotaryngii (1943) jako Andre Duval
- W cieniu podejrzenia (1943; znany także pod tytułem Cień wątpliwości) jako Herbie Hawkins
- Siódmy krzyż (1944) jako Paul Roeder
- Łódź ratunkowa (1944) jako Stanley Garrett
- Rewia na Broadwayu (1945) jako Monty
- Listonosz zawsze dzwoni dwa razy (1946) jako Arthur Keats
- Brutalna siła (1947) jako kpt. Munsey
- Kleopatra (1963) jako Sosygenes
- Hamlet (1964) jako Poloniusz
- Ale zabawa (1969) jako Tim Grogan
- Układ (1969) jako Arthur
- Był sobie łajdak (1970) jako Dudley Whinner
- Syndykat zbrodni (1974) jako Bill Rintels
- Słodko-gorzka autostrada (1981) jako Sherm
- Prolongata (1981) jako Maxwell Emery
- Świat według Garpa (1982) jako pan Fields
- Miliony Brewstera (1985) jako wujek Rupert Horn
- Kokon (1985) jako Joseph „Joe” Finley
- Baterii nie wliczono (1987; znany także pod innymi tytułami, m.in. Bez baterii nie działa) jako Frank Riley
- Błędny ognik (1987) jako Hector
- Kokon: Powrót (1988) jako Joseph „Joe” Finley
- Droga na Broadway (1992) jako Ben
- Raport Pelikana (1993) jako sędzia Rosenberg
- Spotkać białego psa (1993) jako Robert Samuel Peek, pan Sam
- Camilla (1994) jako Ewald
- Pokój Marvina (1996) jako Marvin
- Rodzina Morskich (1999) jako John McRae
- Wczorajsze dzieci (2000) jako Sonny Sutton
- Czas wojny i pokoju (2004) jako prof. Carmichael